# Ein starkes Team: Verraten und verkauft
Verraten und verkauft ist ein deutscher Fernsehfilm von Johannes Grieser aus dem Jahr 2001. Es handelt sich um die 20. Folge der Krimiserie Ein starkes Team mit Maja Maranow und Florian Martens in den Hauptrollen.

## Handlung
Kriminalhauptkommissar Otto Garber und seine Kollegin Verena Berthold ermitteln gegen Robert Tischer, einem der Polizei bekannten Kriminellen und Hehler. Bei einem nächtlichen Einsatz gegen eine Diebesbande, die für ihn arbeitet, kommt eine junge Polizeikollegin ums Leben. Zwei der Männer können festgenommen werden und so erfahren die Ermittler, dass die Organisation für ihre Raubzüge Kinder missbraucht. Die, meist osteuropäischen, Straßenkinder werden mit Schlägen gefügig gemacht und dann zum Stehlen ausgebildet. Staatsanwalt Schuster konnte bisher keine Beweise gegen Robert Tischer finden und hofft auf Mirko, einen Jungen aus den Reihen der „Klaukinder“, den die Polizei gerade bei einem Diebstahl ertappt hat und nach der erkennungsdienstlichen Behandlung in einem Heim unterbringt.
Reddemanns Team wird, aufgrund eines Sportunfalls von Georg Scholz, durch den jungen Kollegen Markus Menz verstärkt. Die Beamten arbeiten eng mit Staatsanwalt Schuster zusammen und sollen Mirko observieren, da Schuster davon ausgeht, dass der Junge umgehend ausreißen wird, um zu seiner Gruppe zurückzukehren. Doch der Plan geht nicht auf, denn der Junge trixt seine Bewacher aus. Damit stehen die Ermittler wieder am Anfang und haben auch keinerlei Hinweis auf den Mörder ihrer Kollegin.
Für Robert Tischer wird „das Pflaster“ allmählich zu heiß und er verkauft die Kinder an einen Händler weiter. Da er befürchtet, dass Mirko bei seiner Festnahme der Polizei etwas verraten hatte, fordert er von seinem „Betreuer“ Bogdan Ruljakow, dass er den Jungen umbringt. Doch dieser mag das Kind und lässt Mirko laufen. Allerdings fällt dieser der Polizei sehr schnell wieder in die Hände, weshalb Tischer Ruljakow losschickt, damit er das Problem beseitigt. Sein erster Versuch, den Jungen zurückzuholen schlägt fehl und so entführt er Ottos Tochter Anne, die bei ihrem Vater für einige Zeit zu Besuch ist.
Unerwartet wird der Staatsanwalt ermordet aufgefunden, weshalb Reddemann die Ermittlungen forcieren will. Wie sich bald herausstellt, hat aber nicht Tischer, sondern dessen Freundin den Staatsanwalt erschossen. Sie war eine Informantin und wollte, dass Schuster ihr bei einem Problem hilft. Als er dies ablehnte, wollte sie sich aus Verzweiflung erschießen und als er ihr die Waffe entriss, hatte sich ein Schuss gelöst.
Otto erhält von Ruljakow einen Anruf, dass er seine Tochter nur zurückbekommt, wenn er ihm Mirko ausliefert. Dieser erzählt inzwischen Verena und Otto, dass Tischer die Polizistin erschossen und er dies gesehen hätte. Auf der Suche nach Tischer und Ruljakow finden die Ermittler Annas Versteck und können sie befreien. Tischer flieht und stürzt dabei in einer alten Fabrik in die Tiefe. Auch Ruljakow kann festgenommen werden.

## Produktionsnotizen
Verraten und verkauft wurde in Berlin gedreht und am 29. September 2001 um 20:15 Uhr im ZDF erstausgestrahlt.
Sputnik, dessen Rolle als Geschäftsmann in der Serie als ein Running Gag angelegt ist, hat in dieser Folge seine Eckkneipe in ein stimmungsvolles Fanlokal für Berliner Fußballfreunde verwandelt.

## Kritik
„Ein spannendes Highlight der Reihe: Das Stammpersonal funktioniert top, nur einige dilettantische Nebendarsteller nerven.“